# Розариу (микрорегион)
Розариу (порт. Microrregião de Rosário) — микрорегион в Бразилии, входит в штат Мараньян. Составная часть мезорегиона Север штата Мараньян. Население составляет 161 189 человек (на 2010 год). Площадь — 6434,451 км². Плотность населения — 25,05 чел./км².

## Демография
Согласно сведениям, собранным в ходе переписи 2010 г. Национальным институтом географии и статистики (IBGE), население микрорегиона составляет:
| Полное население                             | Полное население                             | Полное население                             | Полное население                             | 161 189 |
| -------------------------------------------- | -------------------------------------------- | -------------------------------------------- | -------------------------------------------- | ------- |
| в том числе:                                 | Городское население                          | 68 642                                       | Процент городского населения, %              | 42,58   |
|                                              | Сельское население                           | 92 547                                       | Процент сельского населения, %               | 57,42   |
|                                              | Мужское население                            | 81 967                                       | Процент мужского населения, %                | 50,85   |
|                                              | Женское население                            | 79 222                                       | Процент женского населения, %                | 49,15   |
| Плотность населения, чел/км²                 | Плотность населения, чел/км²                 | Плотность населения, чел/км²                 | Плотность населения, чел/км²                 | 25,05   |
| Население микрорегиона в % к населению штата | Население микрорегиона в % к населению штата | Население микрорегиона в % к населению штата | Население микрорегиона в % к населению штата | 2,45    |

## Статистика
- Валовой внутренний продукт на 2003 год составляет 167 050 939,00 реалов (данные: Бразильский институт географии и статистики).
- Валовой внутренний продукт на душу населения на 2003 год составляет 1232,82 реала (данные: Бразильский институт географии и статистики).
- Индекс развития человеческого потенциала на 2000 год составляет 0,586 (данные: Программа развития ООН).

## Состав микрорегиона
В составе микрорегиона включены следующие муниципалитеты:
1. Ашиша
2. Бакабейра
3. Кашуэйра-Гранди
4. Икату
5. Моррус
6. Президенти-Жуселину
7. Розариу
8. Санта-Рита